# Sharks FC
Sharks FC a fost club de fotbal din Nigeria, fondat în 1972, unde își avea sediul în orasul Port Harcourt. 